# Министерство почт и телеграфов Российской империи
Министе́рство почт и телегра́фов Росси́йской импе́рии (М. П. и Т.) — центральное государственное учреждение в Российской империи, управлявшее почтой, телеграфом и (с 1917) телефонной связью. Существовало с 1865 по 1881 год (с перерывом). Располагалось в Санкт-Петербурге, на Почтамтской улице, 7, в здании Дворца канцлера Безбородко.

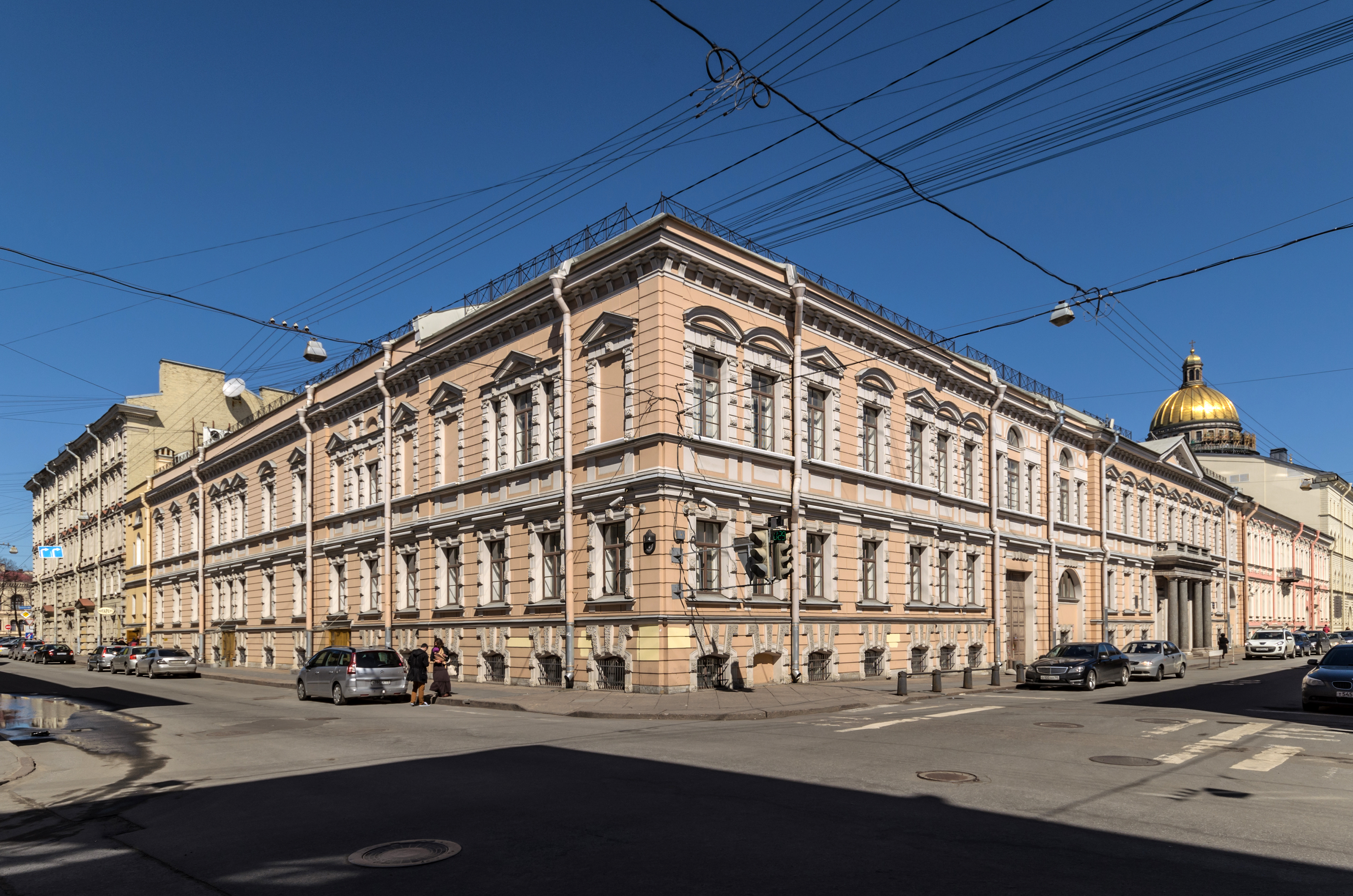
Здание Центрального музея связи, где в прошлом находилось Министерство почт и телеграфов

## Краткая история
Министерство было создано 15 (27) июня 1865 года путём выделения почтового департамента и телеграфной части из состава Министерства внутренних дел (МВД). 9 (21) марта 1868 года было ликвидировано и вновь вошло в состав МВД как Департамент почт и телеграфов.
6 (18) августа 1880 года министерство было воссоздано и состояло из департамента почт, департамента телеграфов, канцелярии, совета министерства (состоявшего из директоров и вице-директоров департаментов). 16 (28) марта 1881 года министерство было ликвидировано, и департаменты опять вошли в состав МВД, однако 22 мая (3 июня) 1884 года из них было создано Главное управление почт и телеграфов.
Министерство было восстановлено 5 мая 1917 года (как Министерство почт и телеграфов Временного правительства России), и 25 октября (7 ноября) 1917 года на его основе был организован Народный комиссариат почт и телеграфов.

## Министры
За время существования министерства его возглавляли:
- И. М. Толстой (1865—1867),
- А. Е. Тимашев (1867—1868),
- Л. С. Маков (1880—1881).

## Печатный орган
С 1873 года при телеграфном департаменте издавался ведомственный орган — «Сборник распоряжений по телеграфному ведомству», который выходил и в короткий период восстановления министерства в 1880—1881 годах и продолжал печататься в дальнейшем после реорганизации министерства.

## Музей
С 11 сентября 1872 года в здании министерства находился Телеграфный музей, в 1884—1919 годах — Почтово-телеграфный музей, с 1924 года — Музей народной связи. С 1945 года это музейное учреждение существует как Центральный музей связи имени А. С. Попова.